# BLUE (ゲーム)
『BLUE』（ブルー）は、キャラメルBOXより発売されたアダルトゲーム作品。同ブランドの処女作である。

## 概要
「青空純愛アドベンチャー」と銘打たれた、キャラメルBOXのブランドデビュー作。夢を失った主人公と、彼を取り巻く女の子達との、恋愛・成長物語。ブランドの基本コンセプトであった「キャラクターを重用したゲーム作り」に則った作品と言える。のり太初原画作品でもある。
当初はSF学園ものとして企画スタートしており、プロットも作成されていたが、一週間程でSF案は立ち消えとなっている。最終的には一般的な現代学園ものに落ち着いた。
システムはオーソドックスな選択式AVGであるが、フラグの判定がシビアに設定されているため、比較的難易度は高めである。

## 歴史
- 2002年7月26日 - Windows用通常版発売（CD-ROM版）[2]
- 2003年7月25日 - Windows用廉価版発売（CD-ROM版、DVDトールケース）
- 2006年2月 3日 - Windows用ダウンロード版発売（ベクターPCショップ）
- 2006年9月 5日 - Windows用ダウンロード版発売（DLsite.com Professional）
- 2009年5月 1日 - Windows用ダウンロード版発売（キャラメルBOX公式DLストア）

## ストーリー
主人公は膝の故障により、情熱を傾けていたバスケを諦めざるをえなくなった。目指すものを失い、ごく普通の学生となった主人公は、誰もがそうしているように当たり前の学生生活を謳歌しようと試みるが、心の奥底にバスケへの未練を残したままであった。そんな梅雨時の私立鶴来里学園に、季節外れの転入生がやってきた。

## キャラクター
日向 和真 （ひなた かずま）
本編の主人公。バスケットボールで頂点を目指すも、膝の故障によりその夢を絶たれる。目指すものを失い、ごく普通の学生として当たり前の学生生活を謳歌しようとするが・・・。
霧島 水帆 （きりしま みずほ） 声：都ほのか
東京から転入してきた、容姿端麗・頭脳明晰・品行方正・スポーツ万能と、絵に描いたような優等生。美術部に所属。主人公達と行動を共にするうちに、徐々にその仮面を脱いでゆくのだが・・・。
河原崎 春 （かわらざき はる） 声：Ruru
主人公の悪友にして親友。女子バスケットボール部のキャプテンを務める、活発なスポーツ少女。バスケを失った主人公に気を使いつつも、変わらぬ態度で接し続けている。拳法の達人。
朝凪 鈴子 （あさなぎ すずこ） 声：如月美琴
主人公の幼馴染であり学園の先輩。温厚でマイペース、おっとりした性格。主人公より年上ではあるが、まるで妹のように世話のかかる存在。弓道部に所属し、達人級の腕前。
日向 なずな （ひなた なずな） 声：海原エレナ
主人公の義妹。クールな印象を受ける少女。過去のある事件をきっかけに主人公とは打ち解けていたのだが、主人公が膝を壊しバスケを諦めてからは、その関係に亀裂が生じている。
柳 雪乃 （やなぎ ゆきの） 声：須本綾奈
主人公の後輩で、バイト先である洋食店「branch road」の看板娘。健気で元気、明るく人見知りのない性格。主人公を兄のように慕っている。トレードマークである帽子の耳が弱点。
柳 佳苗 （やなぎ かなえ） 声：須本綾奈
？？？
葉月 みりあ （はづき みりあ） 声：芹園みや
まるで少女のような幼い容姿をもつ主人公の担任教師。27歳。担当教科は世界史。女子バスケットボール部顧問。頭を撫でると喜ぶ、子犬のような可愛らしさをもつ女性。
京極 裕一 （きょうごく ゆういち）
主人公と春の共通の親友であり悪友。幼い容姿に似合わぬダークな性格。巨乳好き。
大臣 右近 （おおみ うこん）
バスケットボール部に所属する、主人公の元チームメイト。貧乳好き。
柳 昌三 （やなぎ しょうぞう）
雪乃の父親で、洋食店「branch road」のマスター。
中岡 浩志 （なかおか ひろし）
雑誌「UWASA」の元記者。
片木 あきら （かたき あきら）
雑誌「UWASA」の女性編集長。
守 三郎 （まもり さぶろう）
「結崎の狂犬」の異名を持つ、不良のヘッド。
助六
「結崎の狂犬」の子分、その1。
角田
「結崎の狂犬」の子分、その2。

## 舞台背景
結崎市
丘陵と遠浅の海に囲まれた、自然豊かな地方都市。歴史が深く、丘陵地域には古寺が並ぶことから「古都」「小京都」とも表現され、観光客も多い。古びた町並みには路面電車が走り、情緒ある風景が残されている。海岸部は美しい砂浜が広がり、夏場は海水浴客で賑わう。
夏は涼しく冬は暖かい、過ごしやすい気候であるが、唯一梅雨の時期だけは、降水量も多く長く続くことから不快な季節となっている。
私立鶴来里学園
結崎の豊かな自然のなかにキャンパスを構える、男女共学の進学校。
正門から続く急勾配の階段は通称「あじさい階段」と呼ばれ、名所の一つとなっている。長さ200m、1000段以上の階段が、梅雨の時期には無数の紫陽花で彩られる。
branch road（ブランチロード）
駅前商店街から少し道に入った場所に店を構える洋食店。立地には恵まれていないものの、値段が手頃なことから特に鶴来里学生からの支持を集めている。マスターも鶴来里OBであり、学生限定の隠しメニュー「ハヤシライス」は絶大な人気を誇る。

## スタッフ
- シナリオ：ほしまる
- キャラクターデザイン・原画：のり太
- プログラム：七瀬はずな
- 背景：神威光司
- プロデューサー：マンボ
- ディレクター：さじたひかる

### 楽曲
音楽：山本秀樹
- OP：To live ～自分らしく生きるために～ - 作詞/歌：茜沢ゆめる　作曲：山本秀樹
- ED：Memories ～君といた夏～ - 作詞/歌：茜沢ゆめる　作曲：山本秀樹
- BGM
  - 1.FOR MOVE SELECTION
  - 2.INSIDE RESTAURANT
  - 3.BILLIARDS PLACE
  - 4.INSIDE SCHOOL
  - 5.MORNING
  - 6.DAYTIME
  - 7.NIGHT
  - 8.TRUE LOVE
  - 9.ANGER
  - 10.SADNESS
  - 11.FLASHBACK
  - 12.BATTLE1
  - 13.BATTLE2
  - 14.COMICAL
  - 15.MYSTERIOUS
  - 16.HAPPY CIRCLE
  - 17.MIZUHO'S THEME
  - 18.HARU'S THEME
  - 19.SUZUKO'S THEME
  - 20.NAZUNA'S THEME
  - 21.YUKINO'S THEME
  - 22.KANAE'S THEME
  - 23.MIRIA'S THEME
  - 24.TO LIVE - NO VOCAL
  - 25.MEMORIES - NO VOCAL

## 関連商品
- 「BLUE」オリジナルサウンドトラック　（サイトロン・デジタルコンテンツ）[7]
- 「BLUE」公式ビジュアルブック　（角川書店 ISBN 4-04-707094-7）
- のり太イラストレーションズ　（マックス ISBN 4-903491-61-7）

## 備考
1. ↑  マスターアップ後に急遽不適切表現部分の修正がされており、そのため一部音声データが削除されている。不足した音声部分は新たに収録され、補完パッチとして公開されている。
2. ↑  通常版パッケージにはソフトウェアを固定する中箱が無く、振れば中でCDケースがガタゴトと鳴ったので、購入者達を驚かせた。
3. ↑  主人公はイベントCG上では顔が描かれていないが、キャラクター設定画自体は存在しており、公式ビジュアルブックで公開されている。また、そのイラストは「キャラメルBOX やるきばこ」内コンテンツ「きゃらばと!」の日向和真カードでも使用されている。
4. ↑  ヒロインの一人である葉月みりあは、同ブランドの「シャマナシャマナ ～月とこころと太陽の魔法～」にて、「ミリア・ハツキ」として同じ容姿・声で登場している。スター・システムを採用しているものとみられ、両者に直接的な繋がりは無い。また「キャラメルBOX やるきばこ2 エピソードV:やるきねこの逆襲」内の「あえかなる世界の終わりに」追加シナリオでも、セリフ中に名前のみ登場している。
5. ↑  デザインをリファインされ、「桐尾の狂犬」として「あえかなる世界の終わりに」で再登場した。
6. ↑  同ブランドの「キャラメルBOX やるきばこ」内オリジナルADV「月踊亭にて -At Moondance diner-」は本作と同じ結崎市を舞台とするが、直接的な繋がりは無い。また、一部背景CGがそのまま流用されている。
7. ↑  サントラCDは絶版となっており、中古市場においても入手は困難となっている。なお、OP・EDのフルコーラスバージョンについてはキャラメルBOX第2作「めぐり、ひとひら。」の初回版に同梱されている音楽CD「キャラメルBOX主題歌コレクション」にも収録されており、こちらは中古市場にて比較的容易に入手できる。